# Epipedobates machalilla
Epipedobates machalilla är en groddjursart som först beskrevs av Luis A. Coloma 1995.  Epipedobates machalilla ingår i släktet Epipedobates och familjen pilgiftsgrodor. IUCN kategoriserar arten globalt som nära hotad. Inga underarter finns listade i Catalogue of Life.